# 바투 히자우 광산
바투 히자우 광산은 PT. 암만 미네랄 누사 틍가라(이전에는 PT 뉴몬트 누사 틍가라로 알려짐)가 운영하는 노천 구리-금 광산이다. 이 광산은 PT. 프리포트 인도네시아의 그라스베르그 광산에 이어 인도네시아에서 두 번째로 큰 구리-금 광산이다. 이 광산은 인도네시아의 수도 자카르타에서 동쪽으로 1,530 킬로미터 (950 mi) 떨어진 서누사틍가라주의 섬인 숨바와섬에 위치하며, 더 정확히는 서숨바와 리젠시의 남부에 있다. 이 광산은 1999년 반암 구리 광상 발견에 기반한 10년간의 탐사 및 건설 프로그램의 결과이다. 생산은 2000년에 시작되었다.
이 광산은 "트럭 및 삽" 노천 채굴 방식을 사용하며, 반자체 분쇄기와 볼 밀로 광석을 처리한 후 부유 회로를 거친다. 최종 제품은 농축된 구리-금 정광으로, 베네테 항구의 여과 및 저장 시설로 펌핑된다.

## 역사
1984년, 뉴몬트 코퍼레이션은 개념 연구를 수행하여 발리주 동쪽의 섬 호 지형이 에피서멀 금 광물화에 유망하다고 판단했다. 1985년 9월 PT. 푸쿠아푸 인다와 합작 투자를 설립하고 롬복섬과 서숨바와 리젠시 섬에 걸쳐 광구 신청을 제출했다. 1986년, 인도네시아 정부와 조업 계약을 체결했다.
1987년, 지역 지구화학 샘플링 프로그램이 시작되었다. 산악 지형과 정글로 덮인 지형으로 인해 샘플은 주로 미사 개울 퇴적물 샘플로 구성되었다. 총 36개의 금 이상대가 생성되었고 추가 탐사를 위해 우선순위가 부여되었다. 1989년, 숨바와섬 남서부 해안 근처에 위치한 세조롱 배수구에서 중요한 구리 및 금 이상대가 확인되었다. 이상대에 대한 현장 조사를 통해 강바닥에서 변성 및 구리 얼룩이 있는 섬록암 부석 샘플이 확인되었으며, 이어서 그린 크릭 내 노두에서 강한 석영 황철석 스톡워크와 풍부한 구리 얼룩이 확인되었다.
1990년 숨바와섬에서의 광물 탐사는 바투 히자우 광산으로 개발될 구리 광물화의 발견으로 이어졌다. 이 광상은 발견된 노두인 밝은 녹색 산화 구리 광상의 이름을 따서 명명되었다. 인도네시아어로 "바투 히자우"는 "녹색 바위"를 의미한다. 다음 10년 동안 PT 뉴몬트 누사 틍가라는 자원량을 확정하고 광산 개발 및 필요한 인프라 구축을 시작했다. 1991년에 코어 시추가 시작되어 1996년까지 계속되었다. 타당성 조사는 1996년 2월에 완료되었다. 타당성 조사는 추가 시추 데이터를 기반으로 업데이트된 광산 계획, 담수에서 해수 처리로의 변경, 분산 디젤 발전에서 중앙 석탄 화력 발전소로의 변경을 반영하기 위해 1996년 7월에 수정되었다. 스미토모와는 1996년 7월에 파트너십 계약을 체결하여 스미토모가 바투 히자우 프로젝트의 지분 파트너이자 공동 관리자가 되었다.
인도네시아 정부는 1997년에 타당성 조사를 승인하여 같은 해에 건설을 시작할 수 있었다. 추가 시추 프로그램은 1996년부터 1998년까지 광상을 계속 정의했다. 초기 바투 히자우 프로젝트의 총 자본 비용은 18억 달러였다. 바투 히자우 광산은 지금까지 건설된 가장 큰 "그린필드" 광산 프로젝트였다. 1999년에 건설이 완료되었고 다음 해에는 바투 히자우에서 광석을 생산하기 시작했다.
2016년, 뉴몬트 마이닝 코퍼레이션은 인도네시아에서 바투 히자우 구리 및 금 광산을 운영하는 PT 뉴몬트 누사 틍가라의 소유 지분을 PT 암만 미네랄 인터내셔널에 성공적으로 매각했다.

## 지질 및 광석 매장량
바투 히자우의 광체는 반암 구리 유형이며 높은 금 성분을 포함하고 있는데, 이는 동남아시아의 이러한 구리 광상에서 흔히 볼 수 있는 특징이다. 동남아시아의 반암 구리 광상의 모암은 일반적으로 섬록암 및 석영 섬록암이다. 황동석 및 휘동석과 같은 구리 황화물은 이러한 광상의 금 성분과 자주 관련되어 있다.
2022년 말 현재, 바투 히자우는 구리 0.37%, 금 0.31g/t의 광석 8억 3백만 미터톤의 매장량을 보유하고 있으며, 이는 구리 6,609백만 파운드 및 금 8.1백만 온스에 해당한다.

## 채굴 및 제련

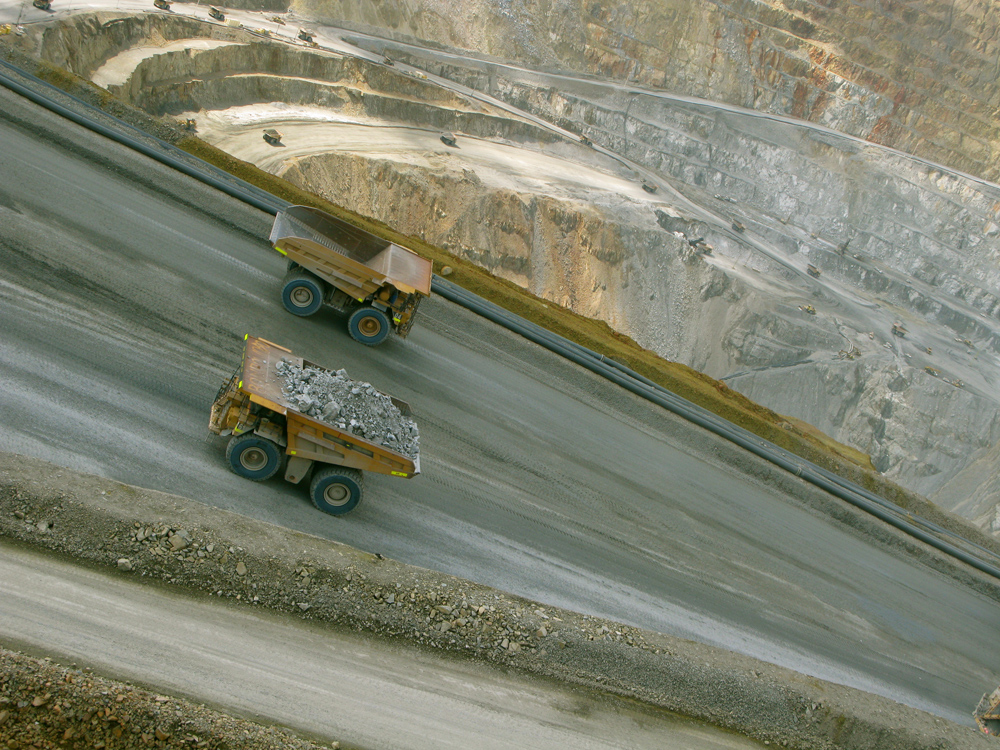
바투 히자우 광산의 운반 트럭

바투 히자우는 노천 광산이다. P&H 4100 전기 삽을 사용하여 채굴면에서 광석을 제거하고 캐터필러 793C 운반 트럭(사진)에 적재한다. 각 운반 트럭은 220 t (240 쇼트톤)의 광석을 운반할 수 있다. 트럭은 삽에서 1차 크러셔로 광석을 운반한다. 분쇄된 광석은 너비 1.8 m (6 ft), 길이 6.8 km (4.2 mi)의 컨베이어를 통해 제련소로 보내진다. 광산의 일일 생산량은 광석과 폐기물을 합쳐 평균 600,000 t (660,000 쇼트톤)이다. 광산에서 나오는 광석의 평균 구리 함량은 0.49%, 평균 금 함량은 0.39g/t이다.
분쇄된 광석은 반자체 분쇄기와 볼 밀에 의해 크기가 더 줄어든다. 분쇄된 후 부유 회로를 거쳐 구리 32%, 금 19.9g/t의 농축액을 생산한다. 이 제련소는 89%의 구리 회수율을 달성한다. 슬러리 농축액은 농축되어 17.6 km (10.9 mi) 길이의 파이프를 통해 베네테 항구로 운송되며, 그곳에서 슬러리에서 물이 회수된다. 항구의 농축액 저장고는 80,000 t (88,000 쇼트톤)의 구리-금 농축액을 보관할 수 있다.

## 환경 문제
바투 히자우 광산에서 나오는 폐석은 우림에 폐기되며, 새로 생산되는 폐석을 위한 공간이 부족해지고 있다. 환경 운동가들은 유황앵무 개체수 감소에 우려를 표하고 있다.
바투 히자우 광산 처리 작업에서 발생하는 광미는 해저 광미 처분(Submarine Tailings Disposal, STD)이라는 공정을 사용하여 대양에 폐기된다. 인도네시아는 현재 이 공정을 사용하는 유일한 국가이며, PT. 암만 미네랄 누사 틍가라는 이 방법이 회사에는 더 비용이 많이 들지만 환경적으로는 더 건전하다고 주장한다. 이 공정은 광미를 해안에서 2.1 마일 (3.4 km) 떨어진 곳으로 파이프를 통해 운반하여 400 피트 (120 m) 깊이의 낙하 지점에 버리는 것으로, 폐기물은 추가로 10,000 피트 (3,000 m) 아래로 운반된다.
환경 주장의 근거는 심해에서는 산소 농도가 낮아 광산 폐기물에서 중금속이 환경으로 방출되는 산화 반응이 상당히 감소한다는 것이다. 이러한 환경 보존 주장은 가장 논란이 많다. 이는 해저 생태에 대해 알려진 바가 거의 없다는 사실을 고려하지 않으며, 해저 해류나 지질 활동으로 인해 폐기물이 얕은 물로 분산될 수 있다는 점(특히 해당 지역이 화산 활동 측면에서 매우 불안정하다는 점을 고려하면)도 고려하지 않는다. 또한 이 광산의 배출 파이프는 1999년 개업 이래 최소 세 차례 파손된 적이 있어 이러한 주장은 크게 도전받고 있다.